# Forillon-Nationalpark
Der Forillon-Nationalpark (französisch Parc national du Canada Forillon; englisch Forillon National Park of Canada) besteht seit 1970 und ist damit der älteste der drei Nationalparks in der kanadischen Provinz Québec. Er wird von Parks Canada, einer Crown Agency (Bundesbehörde), verwaltet.
Er liegt am östlichen Rand der Halbinsel Gaspésie in der Gemeinde Gaspé. Die Halbinsel ist zugleich der nordöstliche Abschluss des Appalachen-Gebirges.
Entsprechend dem kanadischen Nationalparksystem, nach dem jeder dieser Parks eine Ökoregion repräsentieren soll, steht der 240,35 km² große Forillon-Park für die Gebirgsregionen Monts Notre-Dame und Mont Mégantic. Zum Park gehören aber auch neben den dort typischen Wäldern ein Küstensaum sowie Marschland, Dünen und mitunter stark erodierte Felsen.

## Klima
Die Jahresdurchschnittstemperatur liegt bei 2,9 °C. Dabei liegen die Durchschnittstemperaturen der Monate Januar und Juli bei −12 °C bzw. 17 °C. Die Frostperiode variiert zwischen 120 und 140 Tagen im Jahr. Der Jahresniederschlag liegt bei durchschnittlich 1117 mm, davon fallen 30 % in Form von Schnee.

## Geologie
Oberhalb einer Linie von 60 m über dem Meeresspiegel sind über 90 % der Ablagerungen eiszeitlichen Ursprungs. Daneben findet sich eisenhaltiger Podsol.

## Geschichte

### Urgeschichte
Um 16.000 v. Chr. begannen sich die Gletscher nach der letzten Kaltzeit, die in Nordamerika als Wisconsin glaciation bezeichnet wird, langsam nach Norden zurückzuziehen. In einem Prozess von mehreren Jahrtausenden Dauer entwickelte sich aus einer von Moosen und Gräsern dominierten Landschaft ein Waldgebiet, in dem sich um 6000 v. Chr. auch die Roteiche ansiedelte.
Während einer Grabungskampagne, die Parks Canada 1994 organisierte, fanden sich Spuren von Menschen im Gebiet des Parks, die bis 7000 v. Chr. zurückreichen. Projektilspitzen fanden sich im Tal Anse au Griffon und am Penouille-Punkt, weitere an drei anderen Stätten. Zu dieser Zeit war die Landschaft eher tundrenartig, und erst zwischen 5000 und 2000 v. Chr. kam es zu einer Erwärmung, die eine Landschaft ähnlich der heutigen entstehen ließ.
Jahrhunderte vor Ankunft der ersten Europäer bestanden Dörfer der Mi'kmaq in den Buchten Anse aux Sauvages, Saint-Georges Cove und Grande-Grave. In kleineren Buchten lebten oftmals nur einzelne Familien.

### Französische und britische Kolonisten
Während der französischen Herrschaft, die im frühen 17. Jahrhundert begann und um 1760 endete, wurden mehrere Versuche unternommen, Fischerei zu betreiben, doch sie scheiterten.
Während der britischen Kolonialherrschaft, die der französischen folgte, errichteten Fischerei- und Exportgesellschaften Fangstationen entlang der Küsten rund um den Sankt-Lorenz-Golf und auch auf der Gaspé-Halbinsel. Auch vergaben sie Kredite an Fischer. Die meisten Familien, die sich ansiedelten, und auch die Hilfskräfte, die bald angeheuert wurden, kamen von den britischen Kanal-Inseln Guernsey und Jersey. Entsprechend dieser Vorgeschichte sind Familiennamen wie Bourgaise, Fruing, Gavey, Janvrin, LeBoutillier, Lemesurier, Lescelleur, Luce, Pipon oder Simon verbreitet.
In Anse-aux-Sauvages gründeten die 1817 ins Land gekommenen Brüder Pierre und William Simon ein umfangreiches Geschäft mit dem Fisch. 1841 entstand eine Sägemühle, die das Material für Boote bereitstellte, aber auch für Häuser. Hinzu kam eine Getreidemühle, die alle Bewohner der Region nutzten. Außerdem machten die Simon-Brüder der Fruing Company Konkurrenz, indem sie ebenfalls eine Schmiede gründeten. Die Fruing-Gesellschaft ging ihrerseits auf William Fruing zurück, der 1855 das Zentrum seiner Geschäftstätigkeit nach Grand-Grave verlagert hatte. 1861 arbeiteten 450 Fischer für ihn.

### Kanadische Provinz Québec

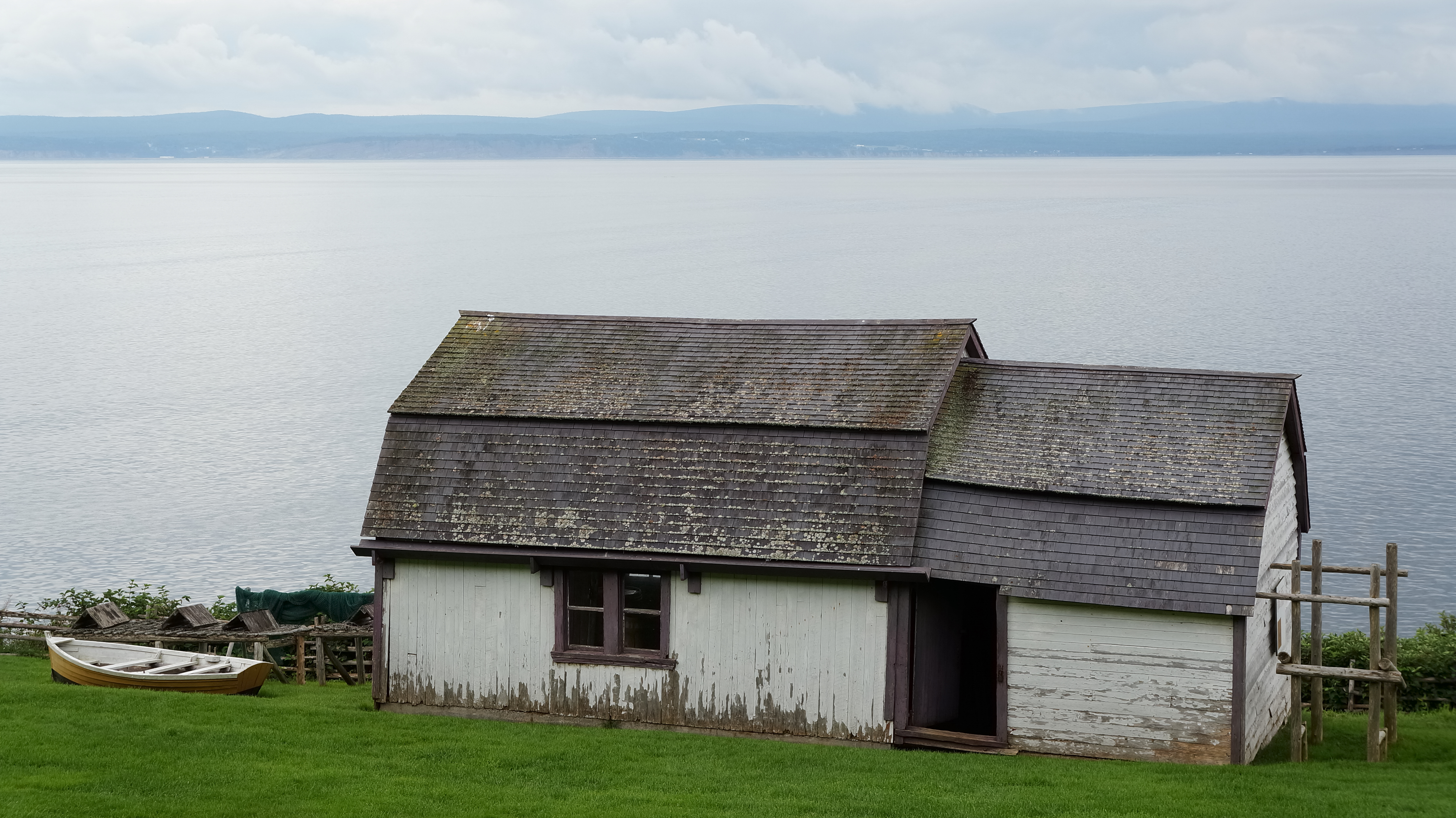
Laden und Fischlager von Xavier Blanchette, errichtet 1888 in Grande-Grave. Das Gebäude ist heute ein anerkanntes Federal Heritage Building, steht also unter der Schutzgesetzgebung für das Kulturerbe Kanadas. Es gehörte seinerzeit der William Hyman & Sons Company. Das Gebäude repräsentiert eine ganze Reihe inzwischen verschwundener Gebäude dieses Typs an der Südseite der Forillon-Halbinsel.

Ab Ende des 19. Jahrhunderts organisierten die beiden Fischfanggesellschaften der Region von Mai bis Oktober in Grande-Grave den Fang und die Verarbeitung von Kabeljau. Mehrere hundert Familien und zahlreiche Tagelöhner trockneten und pökelten den Fisch für den Export nach Spanien, Italien und zu den Westindischen Inseln. 26 Gebäude bestehen noch heute, darunter der 1864 errichtete Hyman Store, der auf William Hyman zurückgeht.
Doch die wirtschaftliche Basis auf der bloßen Grundlage von Kabeljau war gefährlich schmal. So begann man, die auf der Gaspé-Halbinsel schwierige Landwirtschaft zu betreiben. Dies war vor allem in Anse au Griffon möglich. Schon seit der französischen Zeit verband es ein Pfad mit der Gaspé-Bucht. 1851 genehmigte die Regierung die Kolonisierung. John Le Boutillie, der zuerst an der Flussmündung siedelte, folgten weitere in der Portage; dort entstanden 14 Häuser. Um 1900 lebten dort bereits 37 Familien. Sie bauten Getreide und Gemüse an, zogen Milch- und Fleischvieh auf.
Eine dritte Grundlage neben Fischerei und Landwirtschaft bot, wie so oft in Kanada, der Holzeinschlag. Zu den Unternehmen gehörte etwa die Calhoun Lumber Co. aus New Brunswick.
Während des Zweiten Weltkrieges wurde am Ort des späteren Fort Peninsula eine Batterie errichtet, um gegebenenfalls die Halbinsel zu verteidigen. In der Gaspé-Bucht entstand ein Marinestützpunkt. Diese HMCS Fort Ramsay naval base wurde am 1. Mai 1942 eingeweiht. Zeitweise waren hier mehr als 2.000 Mann, einschließlich Heer und Luftwaffe, stationiert.

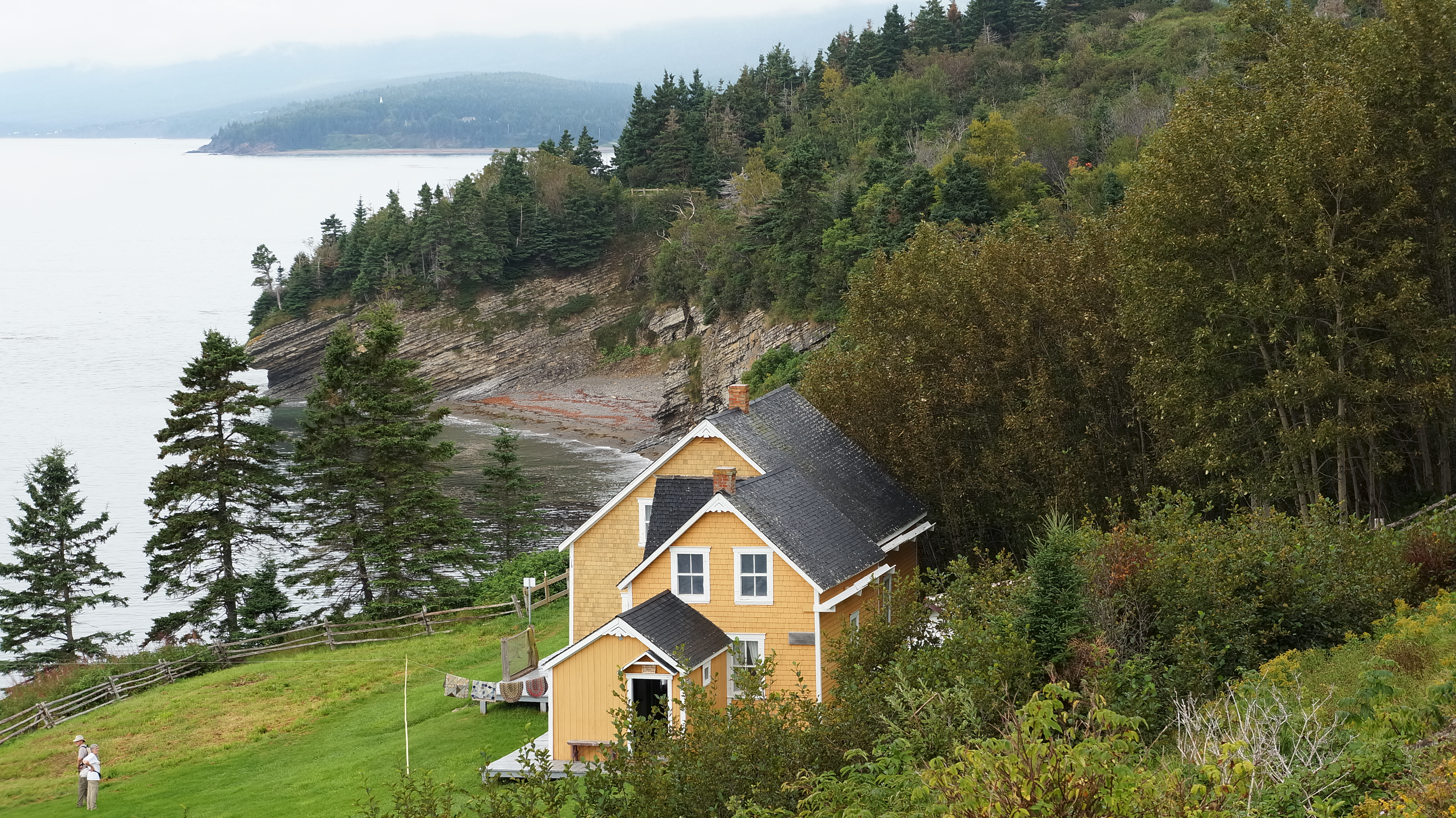
Das Manoir Xavier-Blanchette

Gegen die Errichtung des Nationalparks gab es erheblichen Widerstand, zumal 225 Familien umgesiedelt werden sollten. Mit dem Kouchibouguac-Nationalpark in Neubraunschweig Ende 1969 und dem Forillon-Nationalpark 1972 entstanden erstmals solcherlei Einrichtungen im frankophonen Teil Kanadas. Bis dahin waren Nationalparks ausschließlich im angelsächsischen Teil Kanadas entstanden, viele von ihnen in dünn besiedelten Gebieten. Dagegen organisierte Lionel Bernier, der 2001 ein Buch über diese Vorgänge publizierte, den Widerstand derjenigen, die zugunsten des Parks enteignet worden waren. Während in Québec die Stille Revolution vonstattenging, waren Bundesbehörden erstmals mit anderen Formen des Widerstands konfrontiert und mit der Erinnerung an die Vertreibungen von Akadiern und Québecern in früheren Zeiten. Seither hat Parks Canada, eine Bundeseinrichtung, ein genaues Verhandlungsprocedere für die Einrichtung neuer Nationalparks entwickelt, um solche Konflikte zu vermeiden.

## Landschaften

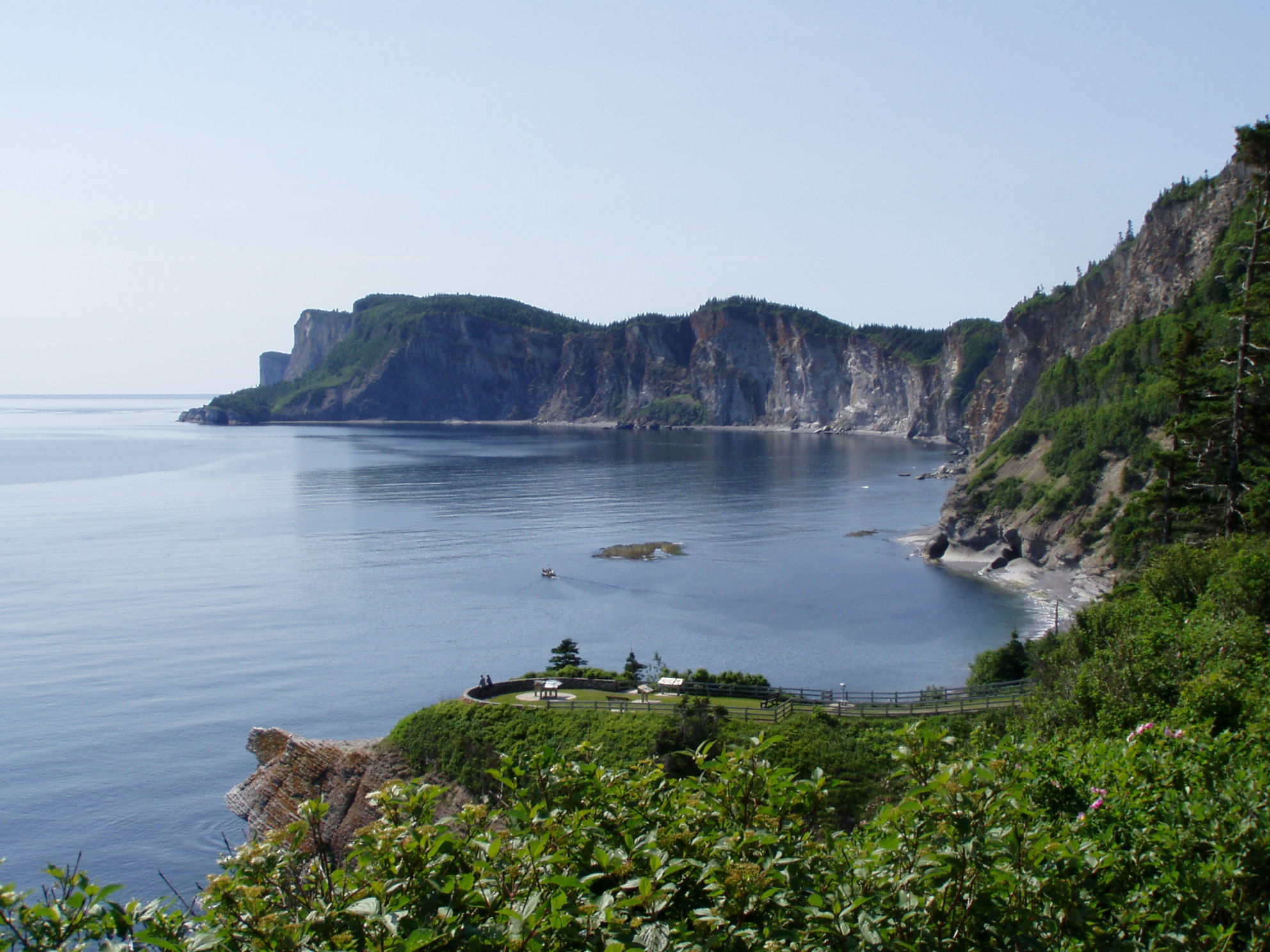
Cap Bon Ami

Die Gebirgskette, an die der Park grenzt, entstand vor rund 375 Millionen Jahren. Heute beherbergt das Gebiet heute ein sehr komplexes Ökosystem. Die Felsküsten, Flüsse, Seen und Wasserfälle sorgen für ein abwechslungsreiches Landschaftsbild. Durch die Lage am Atlantischen Ozean erhält der Park einen maritimen Touch. Die Leuchttürme an der Küste können besichtigt werden. Zum Wandern eignet sich ein Weg oberhalb der schroffen Steilküste. Von dort aus hat man einen Ausblick auf die charakteristischen Landschaftszüge des Gebietes.

## Flora und Fauna

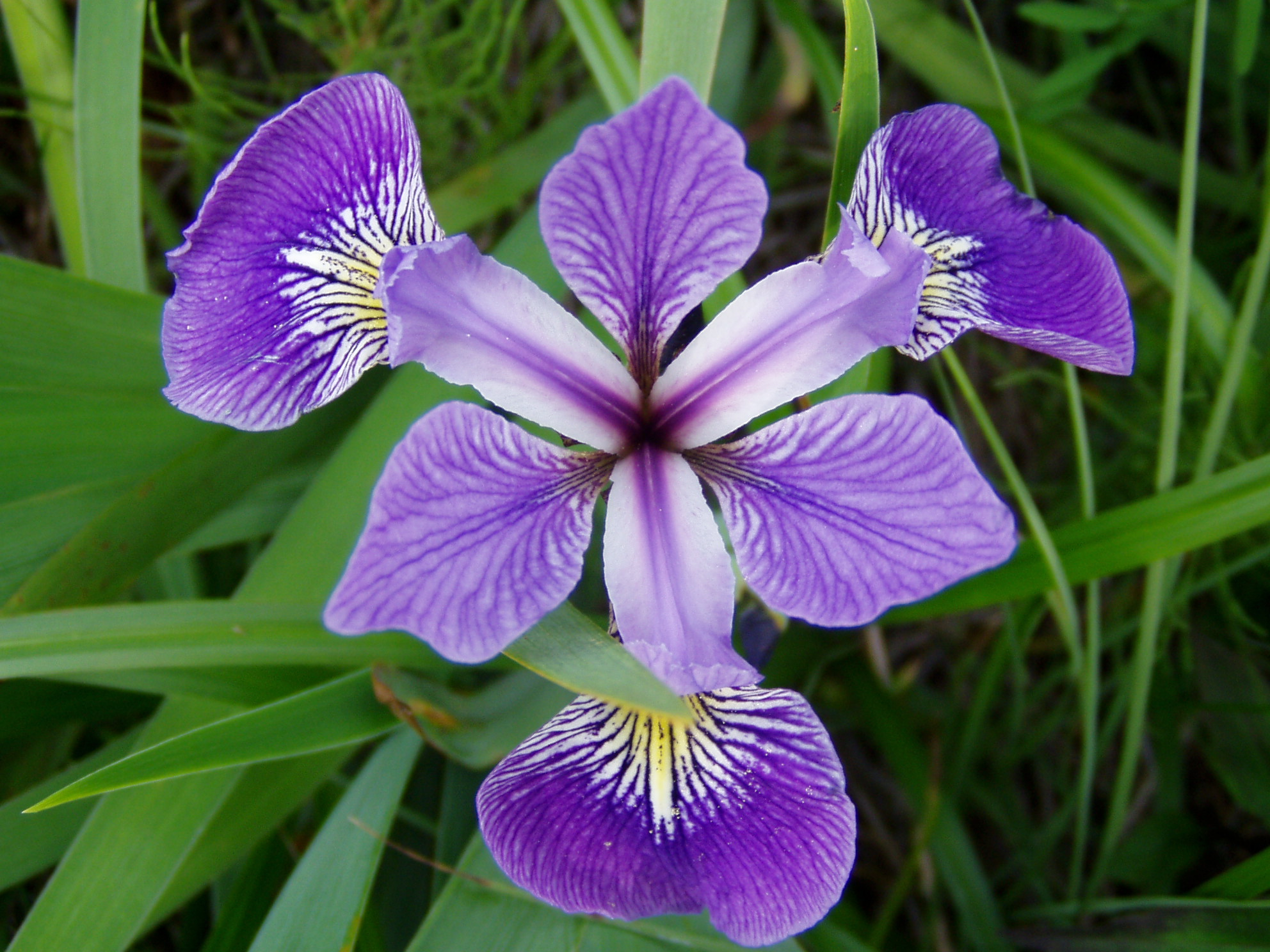
Schillernde oder Verschiedenfarbige Schwertlilie

95 % des Parks sind von borealen Wäldern bedeckt, 696 Pflanzenarten wurden gezählt. Zu den ungewöhnlichen Habitaten zählen die arktisch-alpine Flora der Klippen, die Pflanzen der Salzmarschen und die der Dünenlandschaften. Dabei ist die Gaspé-Halbinsel ein Gebiet, in dem sich Pflanzen nach der letzten Kaltzeit halten konnten, die heute sehr viel weiter nördlich ansässig sind. Zu ihnen zählen 115 Arten.
Im Parkgebiet entstanden durch die genannten natürlichen Vorbedingungen und durch menschliche Eingriffe höchst komplexe Ökosysteme, in denen sich zahlreiche ökologische Nischen mit einer entsprechenden Artenvielfalt entwickelten. Dabei werden zehn Ökosysteme unterschieden, nämlich Wald, Klippen, alpine Wiesen, Sanddünen, Seen, Flusssysteme, Süß- und Salzwasserwiesen, Küsten und agrarische Brachflächen.
Bei den Bäumen herrschen Gesellschaften von Tannen und Gelb-Birken, Tannen und Papier-Birken oder solche von Ahorn und Gelbbirken vor. Insgesamt unterscheidet man 63 solcher Pflanzengesellschaften. Die weit verbreiteten, jedoch auf der Gaspé-Halbinsel seltenen Roteichenpopulationen konnten, wie sich 2004 anhand von Luftaufnahmen herausstellte, an 42 Standorten nachgewiesen werden. Dabei wurde die Gesamtzahl der Bäume auf etwa 300 Exemplare geschätzt. Die Halbinsel stellt zugleich ihr nördlichstes natürliches Verbreitungsgebiet dar, das seit 2006 durch ein Aufforstungsprogramm unterstützt wird, ebenso wie die Papierbirke. Zudem ließ sich nachweisen, dass die Großbrände von 1846, 1905 und 1945 gravierende Auswirkungen auf die Baumbestände hatten, ebenso wie der Befall durch Choristoneura freemani in den Jahren 1975 bis 1985.

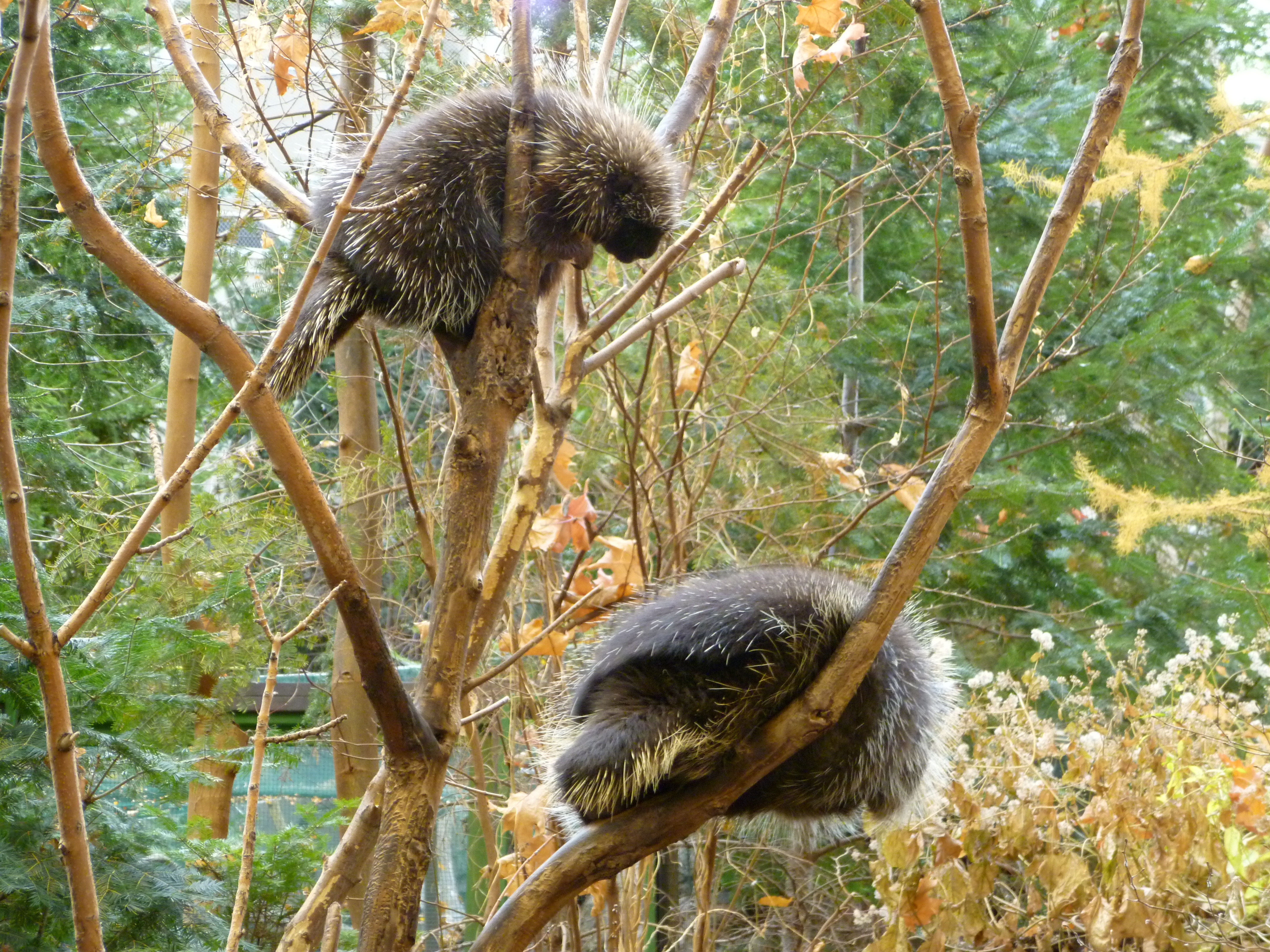
In Bäumen kletternde Porcupines, die keine Stachelschweine sind, wie sie in der Alten Welt vorkommen, sondern Baumstachler, deren Körperbau sich durch Konvergenz in eine ähnliche Richtung entwickelt hat.

Obwohl das Schutzgebiet überwiegend marinen Charakter hat, findet sich eine große Zahl von Landsäugern. Zu diesen zählen Elche, Hirsche und Schwarzbären. Elche finden sich einerseits in den zerklüfteten Gebirgsregionen, andererseits dort, wo vor längerer Zeit die landwirtschaftliche Tätigkeit aufgegeben wurde. Daneben finden sich Biber, Rotfuchs, Kojote, aber auch Luchse. Während jedoch der Rotluchs bei den enormen Schneemengen bedingt durch seine kleineren Füße nur begrenzt vorkommt, ist der in dieser Hinsicht besser angepasste Kanadische Luchs weiter verbreitet. Während die Gaspé-Halbinsel für Ersteren eines der nördlichsten Vorkommen darstellt, ist es für Letzteren eines der südlichsten. Auch Pumas (Coogars), kommen hier vor, deren Verbreitungsgebiet nur geringfügig weiter nordwärts reicht. Gleichfalls eher im Norden verbreitet ist der Schneeschuhhase.
Die in Amerika vorkommenden Baumstachler zählen genauso zu den Nagetieren wie das Waldmurmeltier, während das Streifen-Backenhörnchen oder Östliches Chipmunk sowie das Grauhörnchen zwar ebenfalls Nager sind, aber zur Familie der Hörnchen gehören. Der Amerikanische Nerz oder Mink zählt zu den Mardern, ebenso wie das Hermelin, also zu den Hundeartigen. Auch Fledermäuse wie die Große Braune Fledermaus, Myotis lucifugus, hier Little brown bat genannt, Myotis septentrionalis (Northern long-eared bat) oder die Eisgraue Fledermaus kommen im Park vor.

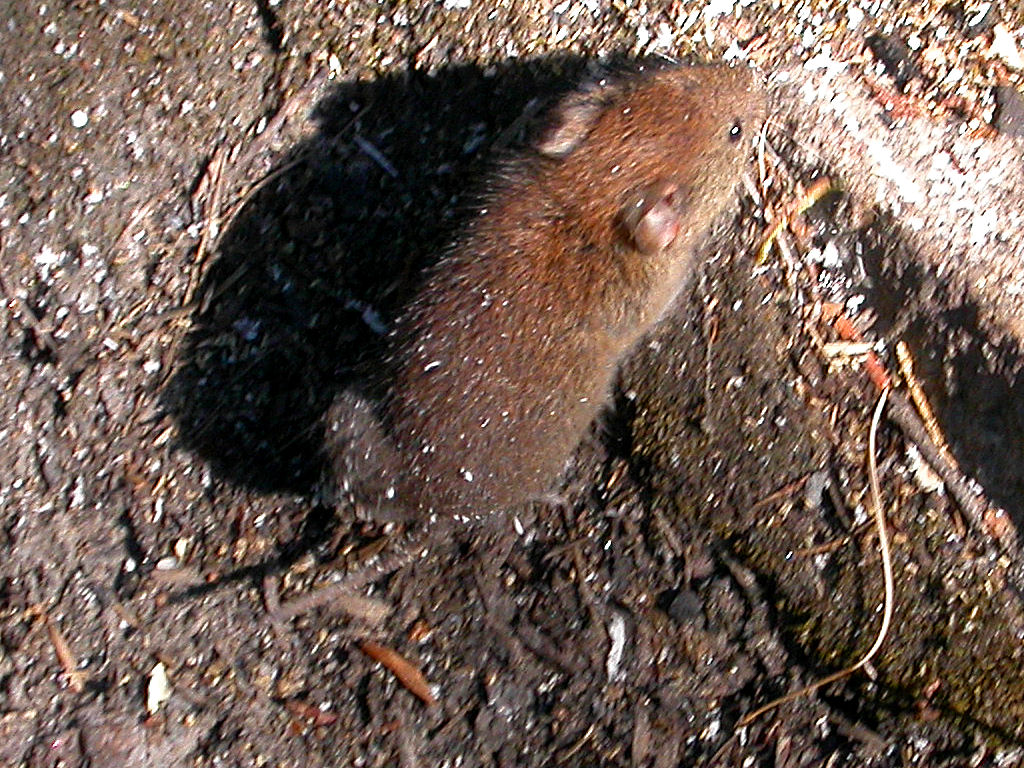
Gapper's red-backed vole (Myodes gapperi) ist eine Rötelmaus

Zu den Wühlmäusearten des Parks zählt die zur Gattung der Rötelmäuse zählende Gapper's oder Southern red-backed vole (Myodes gapperi). Praktisch nur im Gebiet der Appalachen und damit im Gaspé-Park in ihrem nördlichsten Verbreitungsgebiet kommt die Long-tailed shrew oder Rock shrew (Sorex dispar), eine Art aus der Familie der Spitzmäuse vor, die sich, was bei bodenbewohnenden Landsäugern äußerst selten ist, auf Echolokation versteht. Daneben findet sich die Waldhüpfmaus (Napaeozapus insignis) aus der Familie der Springmäuse.
Es sind eher Seevögel, die an die Nähe zum Atlantik erinnern. Sie werden von dem reichen Futterreservoir und zahlreichen geschützten Brutplätzen an der Gaspé-Halbinsel und dem Sankt-Lorenz-Golf angelockt. Die Frühjahrswanderung bringt Ohrenscharben, die zu den Kormoranen zählen, Gryllteiste und Tordalken, die zu den Alkenvögeln zu rechnen sind, gelegentlich Dreizehenmöwe, die bis nach Nordwesteuropa fliegen, sowie andere Möwenarten in das Parkgebiet. Die Klippen am Kap Bon Ami beherbergen während der Brutzeit die größten Vogelkolonien. Im Park wurden 225 Vogelarten gezählt, die dort nisten oder den Park zumindest aufsuchen. An den Küsten brütet zudem die Fluss-Seeschwalbe, es kommen aber auch Fischadler ebenso vor, wie Arten aus der großen Familie der Sandpipers oder Schnepfenvögel.
Neben den Seevögeln existiert eine Vielzahl von Sperlingsvögeln und Spechtarten, hinzu kommen 26 im Park ermittelte Raubvogelarten. So findet sich hier im Winter der Raufußbussard, aber auch die Kornweihe und die kleinste Falkenart Nordamerikas, der Buntfalke, auch Amerikanischer Turmfalke genannt. Ganzjährig kommt der Kanadareiher an den Küsten vor, der seine Beute vor allem in den Marschen von Penouille findet.
Vor der Küste sind häufig große Meeressäuger zu sichten, etwa Delfine wie der Pilot- oder Grindwal, die sich allerdings nur selten der Küste nähern, oder der Weißseitendelfin. Verschiedene Walarten werden hier gleichfalls gesichtet, wie der Blauwal, der Finnwal, der Buckelwal, der Schweinswal und der Mink- oder Zwergwal. Verhältnismäßig häufig sind verschiedene Robbenarten, wie die durchwandernden Kegelrobben, die Sattelrobben, die hier eines ihrer südlichsten Refugien finden, oder der ortsfeste Seehund.

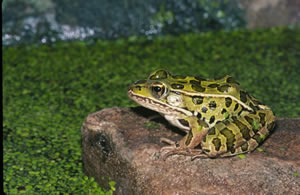
Der dämmerungsaktive Leopardfrosch

Im Forillon-Park finden sich darüber hinaus zahlreiche Reptilien- und Amphibienarten, darunter die Krötenart Anaxyrus americanus, die im Englischen als mink frog, im Französischen als grenouille verte bekannte Froschart Rana septentrionalis, der Amerikanische Sumpffrosch, der hier sein nördlichstes Refugium findet, Pseudacris crucifer, ein Laubfrosch, oder der Waldfrosch.

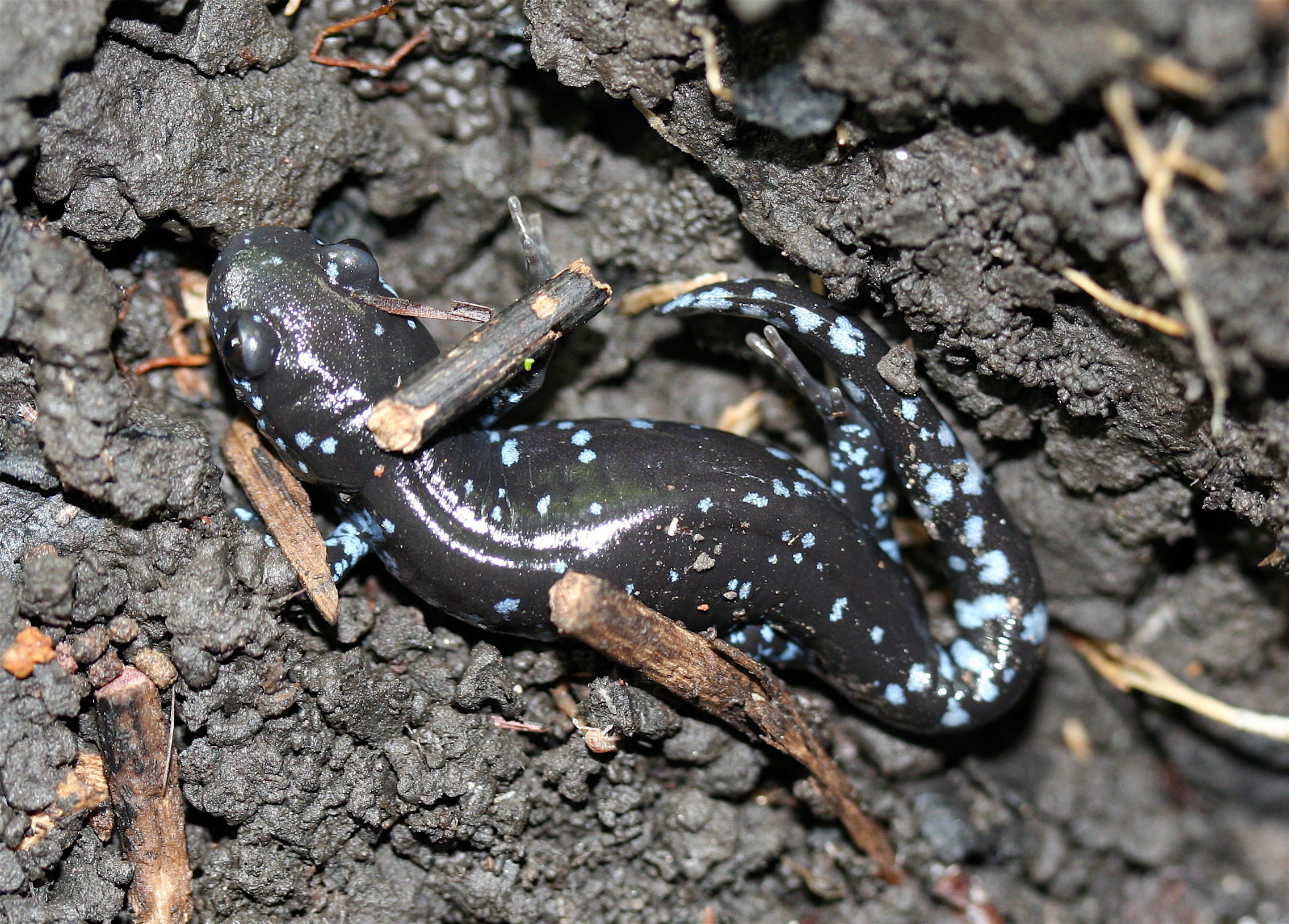
Der als blue-spotted salamander bezeichnete Blauflecken-Querzahnmolch

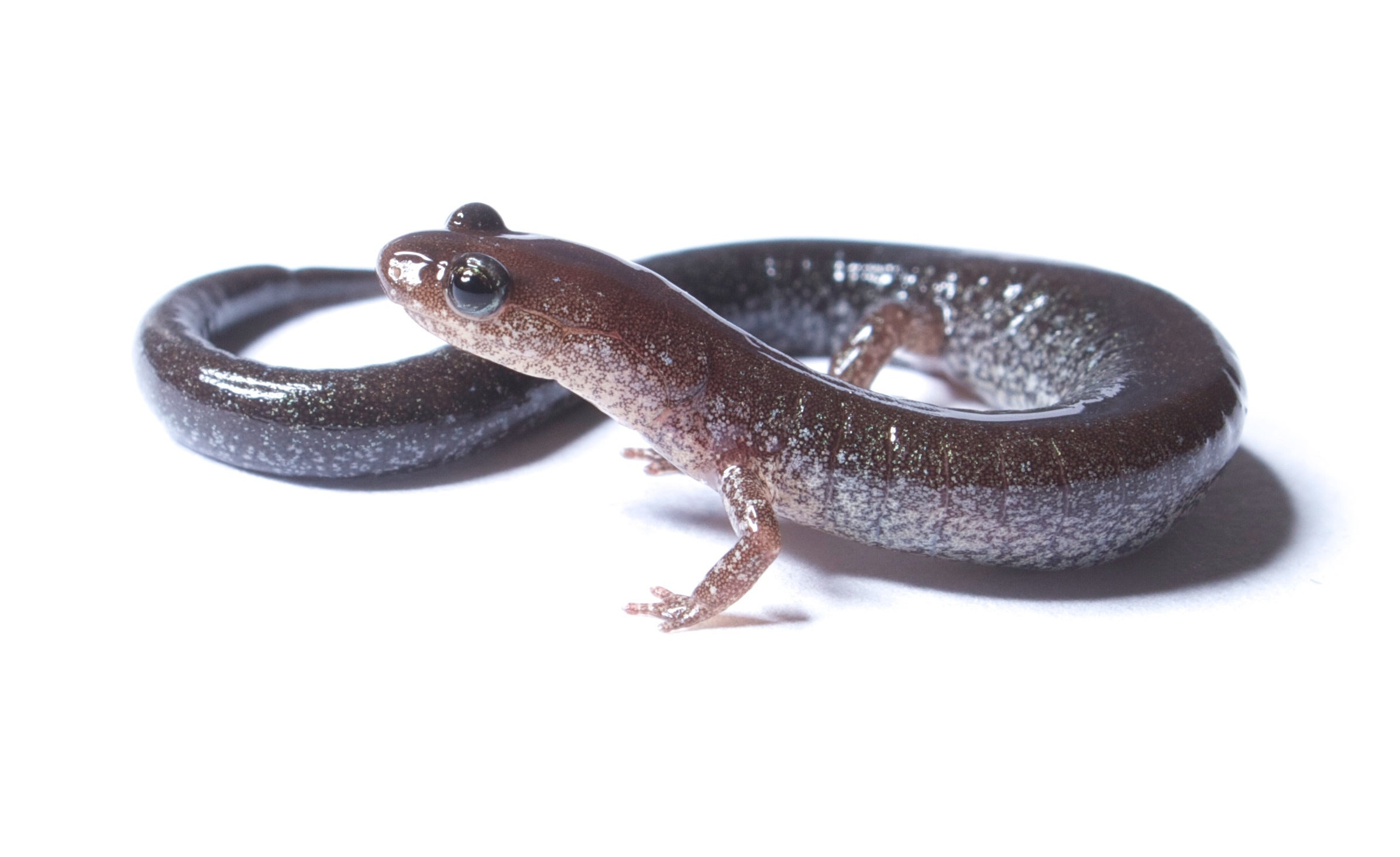
Ein Salamandre cendrée (Plethodon cinereus)

Der Blauflecken-Querzahnmolch, ein Schwanzlurch aus der Familie der Querzahnmolche ist der nördlichste Vertreter dieser Familie. Daneben findet sich der Rotrücken-Waldsalamander (Red-backed salamander oder Salamandre cendrée) (Plethodon cinereus), der Fleckensalamander sowie der recht häufig anzutreffende Grünliche Wassermolch.